# Norbert Eschmann
Norbert Eschmann (Besançon, 19 september 1933 - Lausanne, 13 mei 2009) was een Frans-Zwitsers voetballer die speelde als middenvelder.

## Carrière
Eschmann verhuisde in zijn jeugd naar Lausanne waar hij in de jeugd speelde bij Lausanne Sports. Hij maakte in 1951 zijn profdebuut voor de club maar vertrok in 1954 naar het Franse Red Star FC. Hij speelde er maar één seizoen en keerde terug naar Lausanne Sports waar hij bleef spelen tot in 1957 en ging spelen bij Servette Genève. Daar vertrok hij na één seizoen en keerde terug naar Frankrijk bij Olympique Marseille daarna bij Stade français.
Hij vertrok terug uit Frankrijk en keerde terug naar Zwitserland bij Lausanne Sports daarna speelde hij nog voor FC Sion, BSC Young Boys, FC Locarno en Martigny-Sports. Bij de laatste twee ploegen was hij ook trainer.
Hij speelde vijftien interlands voor Zwitserland, hij scoorde drie keer. Hij nam met de Zwitserse ploeg deel aan het WK voetbal 1954 en WK voetbal 1962.

## Erelijst
- Lausanne Sports
  - Landskampioen: 1965
  - Zwitserse voetbalbeker: 1964